# Livistona australis
Livistona australis je tankostebelna palma iz družine palmovk, ki samoraslo uspeva v Avstraliji. Ime je dobila po Patricku Murrayu, baronu Livingstonu.

## Opis
Ta palma zraste v višino do 25 m , v premeru pa lahko doseže do 35 cm.  Listi so pahljačasti, veliki in pernato deljeni. Posamezni zašiljeni listi so mehki in temno zelene barve. V dolžino lahko dosežejo do 1 m, pecelj pa lahko doseže celo do 2 metra dolžine. Cvetovi, smetanasto bele barve so združeni v dolga, pokončna betičasta socvetja. Po oploditvi se socvetja pobesijo, iz cvetov pa se razvijejo podolgovati plodovi rumene ali rjavkaste barve, s katerimi se rastlina razmnožuje.

## Razširjenost in uporabnost
L. australis uspeva v vlažnih odprtih gozdovih Avstralije, pogosto tudi v zamočvirjenih predelih ter na obrobju deževnih gozdov. Ne moti je slana zemlja, zaradi česar ta palma uspeva tudi v bližini morskih obal. Najpogostejša je v Novem Južnem Walesu, na sever pa raste tudi v Queenslandu. Na jugu uspeva vse do vzhodnih delov Victorije. Je dokaj nezahtevna rastlina, ki prenaša tudi temperature do 0 °C, če ne trajajo predolgo.